# Idealism
För andra betydelser, se idealism (olika betydelser).

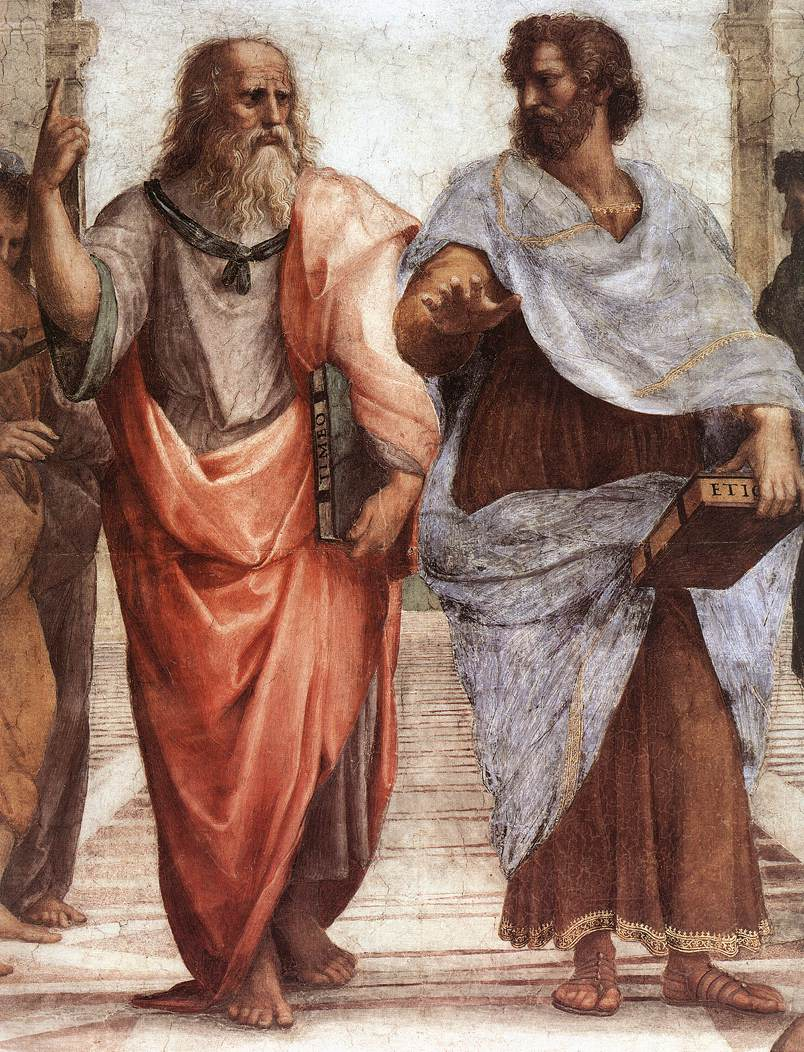
Platon och Aristoteles på Rafaels målning "Skolan i Athen". Platon är avbildad pekande mot himlen, "den högre verklighet", för att illustrera hans idealism.

Idealism är en tankeriktning inom filosofin.
En av filosofins huvudfrågor handlar om förhållandet mellan tänkande och verklighet. Där anser idealismens företrädare det primära vara medvetandet, anden, i motsats till realismens och materialismens riktningar. Idealismen anser världen vara ett verk av "medvetande", "en absolut idé", "en världs-ande". Reellt existerar enligt idealismen endast vårt medvetande, medan den materiella världen, verkligheten och naturen endast är en produkt av medvetande, förnimmelser, föreställningar, uppfattningar. 

## Idealismens utveckling
Idealismen föddes under antiken. En representant för den objektiva idealismen i antikens Grekland var Platon, som hävdade att den verkliga världen, det var idéernas värld, en särskild värld bortom ändliga perspektiv, medan de reella tingens värld var en skuggornas värld, en värld av bleka reflektioner från idéerna. 
Den idealistiska riktningen inom filosofin sönderfaller i två huvudvarianter: subjektiv idealism och objektiv idealism. Den subjektiva idealismen tar som grund för det existerande en individs, ett subjekts förnimmelser, föreställningar och medvetande. Denna variants främste förespråkare var den irländske biskopen och filosofen George Berkeley. Den subjektiva idealismen förnekar att det bakom förnimmelserna finns reella, av människan oberoende ting, som påverkar våra sinnen och som framkallar vissa förnimmelser hos oss. Till skillnad från den subjektiva idealismen tar den objektiva idealismen inte det personliga, subjektiva medvetandet som grund för det existerande, utan något slags objektivt medvetande, ett medvetande i allmänhet: "världsförnuftet", "den universella viljan" och så vidare. Detta existerar, enligt de objektiva idealisterna självständigt, oberoende av människan. En objektiv idealist anser exempelvis, när denne talar om reellt existerande äpplen, päron, smultron, mandel och det för dem gemensamma begreppet "frukt", att denna abstrahering av den reella verkligheten med begreppet "frukt" är själva grundvalen för dessa äpplens, pärons, smultrons och mandlars existens. Precis på samma sätt, utgående från att man utan förnimmelse inte kan vinna kunskap om tingen, förvandlar en subjektiv idealist förnimmelsen till den enda existerande verkligheten och förnekar att det skulle finnas en yttre värld. 
Som en reaktion på den franska revolutionen och den franska materialismen på 1700-talet, utformades i Tyskland på 1700-talet och under första tredjedelen av 1800-talet en idealistisk filosofi av filosofer som Immanuel Kant, Johann Gottlieb Fichte, Friedrich von Schelling och Friedrich Hegel. Hegel förde den filosofiska idealismen till en extrem yttring: enligt honom är allt idéer eller idéer av en annan form av verklighet. Företrädare för den filosofiska idealismen i Storbritannien var bland andra George Berkeley och F.H. Bradley; dessas grepp över den engelska filosofin försvagades dock kraftigt av G.E. Moore och dennes Refutation of Idealism (1903). Den brittiska idealismen var dock starkt influerad av den tyska idealismen, i synnerhet Immanuel Kant, Friedrich Hegel och Arthur Schopenhauer.